# Centrorhynchus albidus
Centrorhynchus albidus är en hakmaskart som beskrevs av Meyer 1932. Centrorhynchus albidus ingår i släktet Centrorhynchus och familjen Centrorhynchidae. Inga underarter finns listade i Catalogue of Life.